# Энрико Дандоло (броненосец)
«Энрико Дандоло» (итал. Enrico Dandolo) — итальянский броненосец типа «Кайо Дуилио» конструкции Бенедетто Брина. Вместе с однотипным «Дуилио» был первым башенным броненосцем Regia Marina, не нёсшим парусного вооружения. Считался сильнейшим кораблём своего времени.
Назван в честь Энрико Дандоло, сорок первого дожа Венеции.
Корпус имел смешанную конструкцию из дерева и стали, покрытую стальными пластинами, которые устанавливались без перекрытия между пластинами, в отличие от судостроения того времени. Конструкция включала в себя разделенный двойной корпус с различными водонепроницаемыми отсеками, которые можно было затоплять и опорожнять для поддержания устойчивости корабля. Корабль имел бронированную центральную секцию, длиной 32 м, для защиты складов боеприпасов, котлов и двигателей.
Орудия Армстронга, построенные в Элсвике, имели 915 кг снарядов с максимальной нагрузкой 232 кг, стандартные снаряды были 388 кг. Башни и система заряжания (дульнозарядная, так как казнозарядные системы еще не считались надежными для орудий такого размера) осуществлялись с сервоприводом от гидравлических систем.
Был модернизирован в 1894 году и мобилизован для итало-турецкой войны 1911-1912 годов, выполняя задачи поддержки и местной обороны на рейдах Августы и Мессины. Во время Первой мировой войны линкор «Энрико Дандоло» использовался для защиты баз в Бриндизи и Валоне, где в течение некоторого времени он играл роль флагмана командующего военно-морскими силами в Албании. В конце конфликта, до октября 1919 года, здесь располагалось Высшее военно-морское командование в Которе, отвечающее за выполнение условий перемирия на бывшей базе Кригсмарине. «Энрико Дандоло» был окончательно списан 4 июля 1920 года после почти четырех десятилетий службы.